# Раскаты (Нижегородская область)
Раскаты — деревня в составе Староустинского сельсовета в Воскресенском районе Нижегородской области.

## География
Находится в левобережье Ветлуги на берегу одной из ее стариц на расстоянии примерно 10 километров по прямой на север-северо-запад от районного центра поселка  Воскресенское.

## История
Упоминается с 1859 года, когда она входила в Макарьевский уезд Нижегородской губернии. Тогда она учтена была как казенная и владельческая деревня с 32 дворами и 197 жителями. В 1911 году учтен был 51 двор, в 1925 362 жителя. В советское время работал колхоз «Красный Раскат», вошедший впоследствии в колхоз им.Калинина.

## Население
Постоянное население составляло 383 человека (русские 100%) в 2002 году, 302 в 2010 году .